# ジウマール・ドス・サントス・ネヴェス
ジウマール（Gilmar）こと、ジウマール・ドス・サントス・ネヴェス（Gylmar dos Santos Neves、1930年8月22日 - 2013年8月25日）は、ブラジル・サントス市出身の元ブラジル代表サッカー選手。ポジションはGK。ブラジル史上屈指のGKとして知られる。
Gilmarという愛称は、彼の両親であるジウベルト（Gilberto）とマリア（Maria）から来ている。

## 経歴
ブラジル代表として94キャップを数え、3度のFIFAワールドカップを経験。1958年、1962年と2度優勝している。
1951年にSCコリンチャンス・パウリスタでデビューし、1951、1953、1954とサンパウロ州選手権を3度制した。
1961年に移籍したサントスFCでは、ブラジル代表の優勝メンバーであるペレ、ジト、マウロ・ラモスらと共にプレーし、サンパウロ州選手権を7度制したほか、コパ・リベルタドーレス、インターコンチネンタルカップを連覇した。
2013年8月25日、サンパウロで死去。